# Lucifer (slap)
Slap Lucifer (imenovan tudi Mokre Peči) je nestalen slap v bližini Gozda Martuljka, ki ga napaja voda iz planine Zaprete.
Slap pozimi redno zmrzuje, takrat postane zanimiv za ledne plezalce. V zgodovini lednega plezanja ima posebno mesto, saj predstavlja prvi, takrat še neke vrste tehničen vzpon, po zaledenelem slapu (leto 1979). Prvi vzpon so opravili Vanja Matijevec, Lado Vidmar in Blaž Oblak.
Luciferja se pleza preko več linij (originalna, Desni krak), desno od glavnega slapu se nahaja več kombiniranih smeri (Angel, Trije zbegani dnevi, Luis Cifer).